# Сражение при Поллилуре (1781)

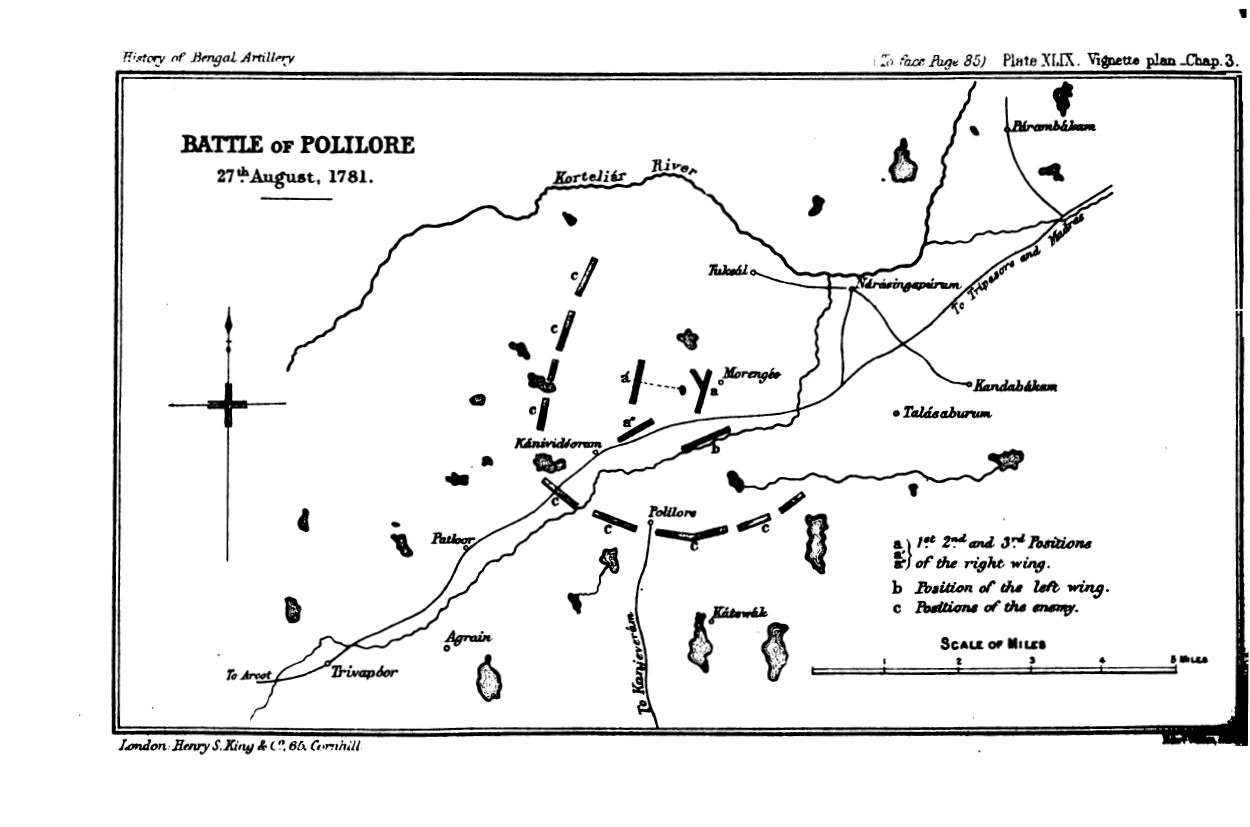
Карта сражения

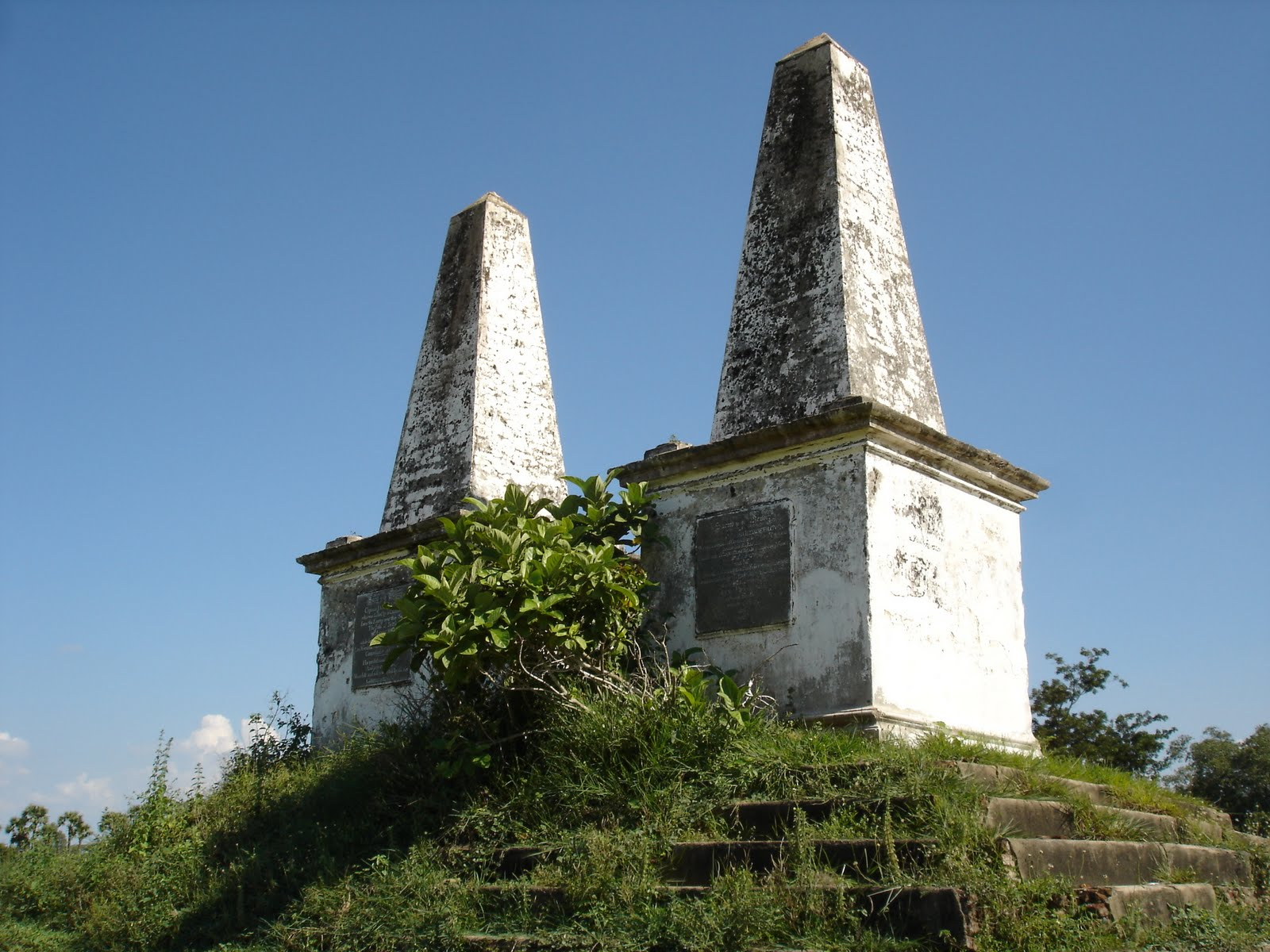
Памятник на месте сражения

Сражение при Поллилуре (англ. Battle of Pollilur (1781)) — сражение Второй англо-майсурской войны, произошедшее 27 августа 1781 года на том же месте, что и сражение 1780 года. Закончилось тактической победой войск британской Ост-Индской компании над армией Майсурского княжества.
Правитель Майсура Хайдер Али возобновил осаду Аркота, который он захватил 3 ноября 1780 года. Это дало время британцам укрепить свою оборону на юге и отправить подкрепления под командованием генерала сэра Эйра Кута в Мадрас. 18 июля Типу Султан был отбит при штурме Вандиваша. Узнав о приближении Кута, он снял снял осаду и отступил. 20 июля британская армия вступила в Вандиваш. 2 августа Кут соединился с прибывшим полковником Пирсом, у которого было десять батальонов бенгальских сипаев и двадцать орудий. Объединённая армия стала насчитывать около 12 000 человек.
Тем временем Типу осадил Веллор. 16 августа британская армия начала марш с целью деблокады Веллора. 20-го был взят Тирупачур (Tripassore, Thirupachur). 
Тем временем Хайдер Али расположился лагерем в Канчипураме. Когда британская армия продвигалась вперед, его нерегулярные войска препятствовали ее маршу. 27 августа Хайдер расположил свою армию за лесами и деревней Поллилур в том же самое месте, где годом ранее потерпел поражение Бейли. Хайдер Али суеверно считал, что это для него удачное место, и решился на второе генеральное сражение.
При приближении британского авангарда майсурская артиллерия открыла по нему огонь, так что британцам пришлось разворачивать боевой порядок на пересеченной местности под огнём противника. Бригада полковника Пирса стала левом фланге, бригада генерала сэра Гектора Манро — на правом. Бригада полковника Эдмонстона получила приказ атаковать Поллилур. Затем её атака была подкрепления бригадой Манро. 
В конце концов войска Хайдер Али были выбиты со всех позиций слева. Бригада полковника Оуэна, переброшенная с правого фланга, помогла левому флангу привести в замешательство правый фланг противника, и вскоре майсурцы были обращены в бегство. Сражение закончилось на закате дня. 
Хайдер был выбит со своей позиции в Поллилуре, и только нехватка провизии заставила Кута отступить в Тирупачур. Хайдер заявил, что битва закончилась вничью, поскольку Кут после битвы также отступил. Британцы заявили о 133 убитых и 232 раненых. Потери войск Майсура составило около 2000.